# アラン・プリンス
アラン・プリンス（Alan Sanford Prince、1946年 - ）は、ラトガーズ大学言語学科名誉教授。2010年にはBoard of Governers Professorに任命される。バージニア州にある高校を卒業し、マギル大学で学んだのち、マサチューセッツ工科大学で博士号を取得。ラトガーズへ移る前はマサチューセッツ大学やブランダイス大学の教授を歴任。

## 研究
1970、80年代には、韻律音韻論や自律分節音韻論などの分野で非常に影響力のある研究を残す。研究言語は多岐にわたる（英語、リトアニア語、ラテン語、ラーディル語等々）。1986年に提唱されたジョン・マッカーシーとの共著である韻律形態論の理論や、スティーブン・ピンカーとのコネクショニズムに対する批判などが特に有名。
1993年にポール・スモレンスキーとともに最適性理論を提唱し、とくに音韻論の分野では主流の枠組みとなる。最適性理論は初め音韻論に応用されていたが、後に言語学の他の分野、統語論や意味論に拡張された。最適性理論をデータを説明する枠組みとしてでなく、研究の対象そのものに定め、その数学的な特徴についての詳細を明らかにした研究が多い。
また最適性理論を提唱した後、ウェブ上でこの理論に関する論文の交換を自由にできる、Rutgers Optimality Archive (ROA)を設立。